# 強心配糖体

強心配糖体の一般構造式

強心配糖体（きょうしんはいとうたい、英語: cardiac glycoside）は、心房細動、心房粗動等の上室性頻脈や浮腫を伴う鬱血性心不全あるいは不整脈に用いられるステロイド配糖体の総称である。強心配糖体はある種の植物や動物中に見つかる。ジギタリスはイギリスで民間療法薬として用いられる作用の非常に激しい薬用植物であり、1785年にスコットランドのウィザーリング医師が心筋の機能低下に伴う水腫、浮腫の治療薬として導入に成功した。アフリカではウアバインやカエルから得られる毒素は矢毒として用いられる。

## 構造
強心配糖体は糖、ステロイド、ラクトンの三つから構成される。糖鎖にはグルコース、ラムノース等の他に、ジギタリス強心配糖体に特有の2位と6位にヒドロキシ基をもたないジギトキソースがある。糖としてジギトキソースをもつジギトキシン、ラナトシドC、デスラノシド、ジゴキシン、メチルジゴキシンは特別にジギタリス配糖体として他の強心配糖体と区別される。
ステロイドはB/C環がトランス、C/D環がβ-シスの立体配置をもち、通常のステロイドとは異なる。また、3位で糖鎖が、17位でラクトンがそれぞれβ配向で結合し、14位にはヒドロキシ基がβ配向で結合している。この特徴的な構造は強心作用発現に必須とされる。
ラクトンはカルデノライド（5員環）あるいはブファジエノライド（6員環）の2種類がある。ブファジエノライド型はヒキガエル（Bufo属）の毒腺から単離された毒素で見られ、ブフォトキシンと総称される。

## 薬理

### 適応
鬱血性心不全、上室性頻拍
心臓以外に原因があり、心筋に予備能力が保存されている場合に奏効する。ただし、心筋症などで、心筋の能力が低下している場合には奏効しない。また、ジギタリスは心筋の酸素需要を高めるため、急性心筋梗塞に対して禁忌である。

### 禁忌
心室性特発性頻脈、心室性期外収縮、低カリウム血症（ジギタリスの効果が増強）、房室ブロック、腎疾患、WPW症候群、肥大型閉塞性心筋症（左室流出路の狭窄）

### 作用
- 陽性変力作用 - 心筋の収縮力を増大し、心拍出量を増大させる。それとともに腎血流量が増加する結果、利尿作用をもたらす。この作用は浮腫を軽減させる効果がある。
- 陰性変時作用 - 迷走神経興奮、洞房結節のアセチルコリン感受性が増大し、心拍数が低下する。心不全時は頻脈を抑える効果がある。
- 変伝導作用 - 房室結節での伝導を抑制する。

### 作用機序
- 心拍数 -中枢神経系に作用し、迷走神経を興奮させる。この作用は迷走神経を介した間接作用で、洞房結節の拡張期脱分極の勾配が減少する。
- 強心作用 - 強心配糖体はNa/Kポンプのα-サブユニットに結合し、機能を阻害する。細胞内のナトリウム濃度が上昇し、ナトリウム濃度勾配により駆動するNa/Ca交換トランスポーターによるカルシウム排出が減少する。心筋活動電位の脱分極相では、カルシウム排出のための駆動力が逆転し、Na/Ca交換が逆向きに起こる結果、細胞内のカルシウム濃度が上昇する。細胞内カルシウム濃度の上昇は筋小胞体のカルシウム含量が増加し、心筋の収縮力が増大する。

### 適応疾患
- 心不全 - 陽性変力作用を狙って用いる。
- 上室性頻脈（心房細動、心房粗動、発作性上室性頻拍症）のレートコントロール - 陰性変時作用を用いて上室性頻脈性不整脈の治療に用いる。

### 副作用
強心配糖体は安全域が非常に狭く、治療域を超えると重篤な副作用が見られる。
1. 異所性自動能（ジギタリスの致死要因）
2. 洞房結節ブロックによる期外興奮

他に、食欲不振、悪心、嘔吐、下痢、腹痛、頭痛、疲労感等が見られる。
1 の作用は、プルキンエ繊維に対して直接作用することにより起こる。また、血液中カリウム濃度が減少すると、心室性不整脈となり危険である。これは、カリウムが強心配糖体と競合するためであり、低カリウム血は強心配糖体の作用を増強させる。特に、フロセミド等の利尿剤の多くは血液中カリウム濃度を低下させるため、注意が必要である。

### 禁忌
- 肥大型閉塞性心筋症 - 心収縮力増強のため閉塞が強くなるため。
- ファロー四徴症 - 心収縮力増強のため閉塞が強くなるため。
- II度以上の房室ブロック - 房室伝導を抑制するため。
- 心房細動発作時のWPW症候群 - 房室伝導抑制でますますケント束の伝導が心室に伝わりやすくなるため。

### ジギタリス中毒
ジギタリスは中毒域と治療域が近いため、心室性期外収縮、房室接合部性頻拍、房室ブロックを伴った発作性上室性頻拍症などの不整脈を生じる。アダムス・ストークス発作を起こすこともある。低カリウム血症が誘引になることが多いので治療は以下のように行う。
- ジギタリスを中止する。
- カリウムの補充を行う。
- 心室性不整脈にはリドカインを用いる。
- 房室ブロックには一時的ペースメーカーを用いる。

特に、心不全時はジギタリスとフロセミドを併用している場合が多いので注意が必要である。

## 薬物動態
ジギタリス配糖体は、ジギタリス固有の糖であるジギトキソースを用いているため、通常の糖を含む他の強心配糖体と比べて、極性が著しく低くなっている。そのため、ジギトキシンの経口投与時の吸収率はほぼ100%と配糖体としては非常に高い。また、アグリコン上のヒドロキシ基が一つ多いジゴキシンの吸収率は約75%である。ジギトキシンは約95%が血液中でアルブミンと結合しているため、消失半減期が約7日と長い。そのため、持続性を有するが、効果の発現が遅い（約3～6時間）。一方、ジゴキシンのアルブミンへの結合率は約25%と低く、即効性（約1.5時間）であるが、消失半減期が約36時間と短い。メチルジゴキシンは両者の中間の動態を示す。

## 身の回りの強心配糖体

オレアンドリンはキョウチクトウに含まれる強心配糖体である

強心配糖体は、これまでに100種類以上が知られている。自然では、ユリ科、ゴマノハグサ科、キョウチクトウ科、キンポウゲ科に多く存在する。一般に、強心配糖体は矢毒に用いられるほど作用が激しいため、薬用として用いられるのはジギタリス（ゴマノハグサ科）とストロファンツス（キョウチクトウ科）に限られ、大半は致死性有毒成分とされる。身近な植物としては、スズランがあり、スズランを生けた花瓶の水を飲んだ幼児が、溶け出した強心配糖体による中毒を起こした例も知られる。モロヘイヤも、可食部分の葉の部分には含まれないものの、種子に強心配糖体を含み、中毒を起こす可能性がある。キョウチクトウも大気汚染に強いため植栽されるが、この葉には強心配糖体が含まれ、人や牛の中毒例がある。